# Eca Sindel
Pour les articles homonymes, voir ECA.
Sindel, ECA Sindel aujourd'hui, est une société italienne spécialisée dans la conception, fabrication, installation et entretien des simulateurs navals professionnels opératifs et tactiques et des systèmes intégrés de formation du personnel, pour les opérations militaires conjointes par voie terrestre, maritime et aérienne (Joint Warfare Simulator). 

## Nom
Le choix du nom Sindel a été faite en référence à un illustre prédécesseur dans l'histoire de la technologie italienne. La première entreprise à introduire ce nom a été, en fait, une entreprise fondée en 1956 par un groupe d'anciens employés techniques de Microlambda (elles fusionneront en 1960 pour former Selenia) parmi les pionniers dans le développement de la technologie radar italienne d'après-guerre,.

## Histoire
Fondée en 1982, Sindel a commencé ses activités en développant des systèmes de simulation pour la formation des opérateurs radar avec la réalisation des équipements électroniques nécessaires à la simulation d’un vrai milieu nautique. 
La société s’est située dès les premières années dans une niche du marché des simulateurs, qui était caractérisé à l’époque par de grandes entreprises qui fabriquaient des systèmes optiques et mécaniques qui nécessitaient d’une infrastructure lourde et onéreuse;  Sindel, cependant, a toujours basé ses produits sur des logiciels spécifiques installés sur des ordinateurs commerciaux standards. Ces simulateurs sont les plus appropriés pour des écoles maritimes, et les autres institutions caractérisées par des budgets plus petits que ceux des écoles militaires ou des institutes radar d'État.  
La société a coopéré dès le début avec l'Institut Radar Guglielmo Marconi de Gênes qui, grâce à l'expérience acquise dans le secteur, a fourni à l'entreprise un précieux soutien initial pour la création d’un efficace système de formation des operateurs. Les fonctionnalités du système ont progressivement évolué pour assurer une simulation adéquate des systèmes radar doués d’ARPA, des sondeurs acoustiques et des systèmes de gouvernement tels que le gouvernail et le télégraphe de salle des machines. 
Au fil des ans, en parallèle avec l'évolution des systèmes réels installés à bord, les simulateurs de navires de guerre sont devenus des systèmes complexes avec des éléments comme  cartes électroniques pour la navigation ECDIS,  radio aides AIS et systèmes de communication GMDSS.
De 2002 à 2006 la société a réalisé l'ASWTT, un simulateur de combat intégré anti-sous-marine pour la marine militaire de la Corée du Sud.
En 2006, Sindel a été achetée par le Groupe ECA de Toulon, avec la participation d’investisseurs privés italiens, dès ce moment la société a opéré sous le nom ECA Sindel. L'acquisition par le groupe ECA, actif dans le domaine de la robotique marine a étendu les applications des systèmes de simulation, en comprenant des simulateurs de robots sous-marins comme ROV et AUV, et des guides logicielles pour les bateaux de surface radio-contrôlés (USV, Unmanned Surface Vehicle).